# Kamphaeng Phet (província)
Kamphaeng Phet é uma província da Tailândia. Sua capital é a cidade de Kamphaeng Phet.

## Distritos
A província está subdividida em 9 distritos (amphoes) e 2 subdistritos (king amphoes ). Os distritos e subdistritos estão por sua vez divididos em 78 comunas (tambons) e estas em 823 povoados (moobans).

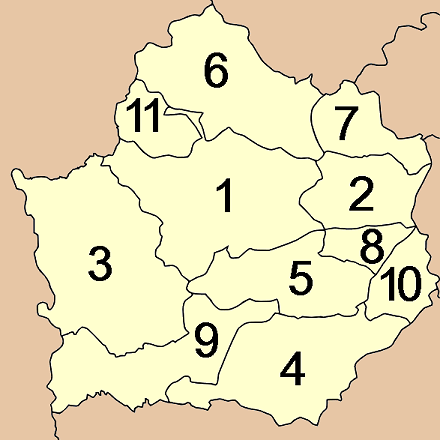
Distritos da província

| Amphoe                                                                              |                                                                        | King Amphoe                          |
| ----------------------------------------------------------------------------------- | ---------------------------------------------------------------------- | ------------------------------------ |
| 1. Kamphaeng Phet 2. Sai Ngam 3. Khlong Lan 4. Khanu Woralaksaburi 5. Khlong Khlung | 1. Phran Kratai 2. Lan Krabue 3. Sai Thong Watthana 4. Pang Sila Thong | 1. Bueng Samakkhi 2. Kosamphi Nakhon |